# Leignon
Leignon (en wallon Legnon) est une section de la ville belge de Ciney située en Région wallonne dans la province de Namur.
C'était une commune à part entière avant la fusion des communes de 1977.

## Étymologie
Le nom de Leignon trouve son origine dans le mot celtique lendi (clair) dont a dérivé le mot latin lenicellus et signifiant la claire eau.

## Géographie
Leignon est situé à 15 km de Dinant et à 3 km de Ciney. Le sol est calcaire et le village est surtout agricole. Il est arrosé par plusieurs ruisseaux, est situé au croisement des routes Dinant-Spa et Ciney-Rochefort, et est desservi par la ligne de chemin de fer Namur-Arlon.
Hameaux : Corbion, Ychippe, Chapois, Barcenal et Bragard.

## Évolution démographique
- Source: DGS, 1831 à 1970=recensements population, 1976= habitants au 31 décembre

## Histoire
En 862, Slenion, qui proviendrait de l'ancien nom du ruisseau, le Linciaux. Carloman, maire du palais, cède Leignon à l'abbé de Stavelot-Malmedy en 747. En 1770, le décret de l'impératrice Marie-Louise, autorise la vente du domaine de Leignon (ainsi que Corbion, Ychippe et Chapois), pour que l'abbaye puisse acheter des bons bonniers de terre dans le duché du Limbourg. À l'époque, Barcenal fait partie de la prévôté de Poilvache jusqu'à la révolution de 1789.
Lors de la Bataille de France au cours de la Seconde Guerre mondiale, Leignon est prise le 12 mai 1940 par les Allemands de la 7e Panzerdivision d'Erwin Rommel.

## Jumelage
Meursault (France)
- Le hameau de Chapois est jumelé avec le village français de Chapois dans le Jura.